# Campeonato de Primera D 1999-00
El Campeonato de Primera D 1999-00 fue la quincuagésima edición de la categoría. Se disputó desde el 11 de septiembre de 1999 hasta el 29 de julio de 2000. 
Los nuevos participantes fueron: Atlas, que volvió de la desafiliación y los descendidos de la Primera C, Juventud Unida y Lugano. El torneo estuvo conformado por 15 equipos, que jugaron dos torneos de 14 fechas. 
El primero de la temporada, denominado Apertura 1999 fue ganado fue Sacachispas Fútbol Club. En el segundo, denominado Clausura 2000, Fénix fue el campeón invicto. Ambos equipos definieron el campeonato y el ascenso en una serie que requirió tres partidos para definirse ganada por el primero, que de ese modo se coronó campeón y obtuvo el único ascenso de la temporada a la Primera C. 
Por otra parte, se determinó la desafiliación por un año de Atlas, por medio de la tabla de promedios.

## Ascensos y descensos
| Promedio | Desafiliado de la Primera D 1998-99 |
| -------- | ----------------------------------- |
| 15.º     | Ferrocarril Urquiza                 |

| Reafiliado |
| ---------- |
| Atlas      |

| Posición  | Ascendidos a la Primera C 1999-00 |
| --------- | --------------------------------- |
| Campeón   | Argentino de Merlo                |
| Gan. Red. | Ferrocarril Midland               |

| Promedio | Descendidos de la Primera C 1998-99 |
| -------- | ----------------------------------- |
| 17.º     | Juventud Unida                      |
| 18.º     | Lugano                              |

## Equipos
| Equipo            | Ciudad             | Estadio                               | Capacidad |
| ----------------- | ------------------ | ------------------------------------- | --------- |
| Acassuso          | Boulogne           | La Quema                              | 800       |
| Atlas             | General Rodríguez  | Ricardo Puga                          | 2500      |
| Central Ballester | General San Martín | Monumental de Villa Lynch             | 1000      |
| Centro Español    | Haedo              | José María Moraños Juan Antonio Arias | 1500 3000 |
| Claypole          | Claypole           | Rodolfo Vicente Capocasa              | 1000      |
| Fénix             | Pilar              | La Quema                              | 800       |
| Juventud Unida    | San Miguel         | Néstor Bedgni                         | 3200      |
| Lugano            | Tapiales           | José María Moraños                    | 1500      |
| Muñiz             | Muñiz              | Néstor Bedgni                         | 3200      |
| Puerto Nuevo      | Campana            | Rubén Carlos Vallejos                 | 500       |
| Sacachispas       | Buenos Aires       | Roberto Larrosa                       | 4000      |
| Sportivo Barracas | Buenos Aires       | Monumental de Villa Lynch             | 1000      |
| Victoriano Arenas | Valentín Alsina    | Saturnino Moure                       | 1500      |
| Villa San Carlos  | Berisso            | Genacio Sálice                        | 4000      |
| Yupanqui          | Buenos Aires       | Roberto Larrosa                       | 4000      |

### Distribución geográfica de los equipos
| Región                                   | Cant. | Equipos |
| ---------------------------------------- | ----- | --- |
| Conurbano bonaerense                     | 9     | Acassuso, Central Ballester, Centro Español, Claypole, Fénix, Juventud Unida, Lugano, Muñiz y Victoriano Arenas |
| Ciudad de Buenos Aires                   | 3     | Sacachispas, Sportivo Barracas y Yupanqui                                                                       |
| Interior de la provincia de Buenos Aires | 3     | Atlas, Puerto Nuevo y Villa San Carlos                                                                          |

## Formato

### Competición
Se disputaron dos torneos: Apertura y Clausura. En cada uno de ellos, los 15 equipos se enfrentaron todos contra todos. Ambos se jugaron a una sola rueda. Los partidos disputados en el Torneo Clausura representaron los desquites de los del Torneo Apertura, invirtiendo la localía. Si el ganador del Torneo Apertura y el Clausura fuera el mismo equipo, sería el campeón. En cambio, si los ganadores fueran dos equipos distintos disputarían dos partidos finales, con un eventual tercer partido de desempate, para determinarlo.

### Ascensos
Este torneo tuvo la particularidad de que entregó un solo ascenso, obtenido por el campeón.

### Descensos
Al final de la temporada, el equipo con el peor promedio fue suspendido en su afiliación por un año.

## Torneo Apertura 1999
| Pos  | Equipo            | PJ | PG | PE | PP | GF | GC | DF  | Pts |
| ---- | ----------------- | -- | -- | -- | -- | -- | -- | --- | --- |
| 1.º  | Sacachispas       | 14 | 9  | 3  | 2  | 27 | 13 | 14  | 30  |
| 2.º  | Central Ballester | 14 | 8  | 4  | 2  | 20 | 10 | 10  | 28  |
| 3.º  | Acassuso          | 14 | 8  | 2  | 4  | 20 | 9  | 11  | 26  |
| 4.º  | Fénix             | 14 | 8  | 2  | 4  | 20 | 12 | 8   | 26  |
| 5.º  | Puerto Nuevo      | 14 | 7  | 4  | 3  | 21 | 18 | 3   | 25  |
| 6.º  | Lugano            | 14 | 6  | 5  | 3  | 14 | 10 | 4   | 23  |
| 7.º  | Claypole          | 14 | 7  | 1  | 6  | 28 | 16 | 12  | 22  |
| 8.º  | Villa San Carlos  | 14 | 5  | 6  | 3  | 18 | 21 | -3  | 21  |
| 9.º  | Juventud Unida    | 14 | 5  | 5  | 4  | 17 | 15 | 2   | 17  |
| 10.º | Victoriano Arenas | 14 | 4  | 5  | 5  | 16 | 14 | 2   | 17  |
| 11.º | Centro Español    | 14 | 5  | 0  | 9  | 14 | 24 | -10 | 15  |
| 12.º | Sportivo Barracas | 14 | 3  | 4  | 7  | 18 | 26 | -8  | 13  |
| 13.º | Muñiz             | 14 | 2  | 4  | 8  | 15 | 31 | -16 | 10  |
| 14.º | Yupanqui          | 14 | 2  | 2  | 10 | 16 | 26 | -10 | 8   |
| 15.º | Atlas             | 14 | 1  | 3  | 10 | 11 | 30 | -19 | 6   |

|  | Clasificado a la final. |

## Torneo Clausura 2000
| Pos  | Equipo            | PJ | PG | PE | PP | GF | GC | DF  | Pts |
| ---- | ----------------- | -- | -- | -- | -- | -- | -- | --- | --- |
| 1.º  | Fénix             | 14 | 13 | 1  | 0  | 43 | 14 | 29  | 40  |
| 2.º  | Villa San Carlos  | 14 | 8  | 5  | 1  | 31 | 13 | 18  | 29  |
| 3.º  | Claypole          | 14 | 8  | 3  | 3  | 28 | 16 | 12  | 27  |
| 4.º  | Sportivo Barracas | 14 | 6  | 5  | 3  | 28 | 25 | 3   | 23  |
| 5.º  | Central Ballester | 14 | 7  | 1  | 6  | 23 | 19 | 4   | 22  |
| 6.º  | Sacachispas       | 14 | 6  | 4  | 4  | 19 | 15 | 4   | 22  |
| 7.º  | Centro Español    | 14 | 7  | 1  | 6  | 21 | 25 | -4  | 22  |
| 8.º  | Juventud Unida    | 14 | 6  | 3  | 5  | 20 | 21 | -1  | 21  |
| 9.º  | Acassuso          | 14 | 5  | 2  | 7  | 24 | 30 | -6  | 17  |
| 10.º | Lugano            | 14 | 4  | 2  | 8  | 19 | 28 | -9  | 14  |
| 11.º | Victoriano Arenas | 14 | 4  | 2  | 8  | 19 | 30 | -11 | 14  |
| 12.º | Atlas             | 14 | 3  | 4  | 7  | 22 | 32 | -10 | 13  |
| 13.º | Yupanqui          | 14 | 3  | 2  | 9  | 22 | 30 | -8  | 11  |
| 14.º | Puerto Nuevo      | 14 | 3  | 1  | 10 | 18 | 27 | -9  | 10  |
| 15.º | Muñiz             | 14 | 2  | 4  | 8  | 13 | 25 | -12 | 10  |

|  | Clasificado a la final. |

## Final por el título
Se disputaron tres partidos entre los respectivos ganadores del Apertura y el Clausura. Sacachispas se coronó campeón y ascendió a la Primera C.
| 16 de julio de 2000 | Sacachispas | 2:3 | Fénix | Estadio Roberto Larrosa, Buenos Aires |  |

| 22 de julio de 2000 | Fénix | 1:2 | Sacachispas | Estadio Armenia, Ingeniero Maschwitz |  |

| 29 de julio de 2000 | Sacachispas | 2:1 | Fénix | Estadio Tres de Febrero, José Ingenieros |  |

## Tabla de descenso
| Pos | Equipo            | PJ | 1997/98 | 1998/99 | 1999/00 | Pts | Promedio |
| --- | ----------------- | -- | ------- | ------- | ------- | --- | -------- |
| 1º  | Fénix             | 56 | -       | 60      | 66      | 126 | 2,250    |
| 2º  | Juventud Unida    | 56 | 63      | -       | 38      | 101 | 1,804    |
| 3º  | Sacachispas       | 84 | 56      | 41      | 52      | 149 | 1,774    |
| 4º  | Villa San Carlos  | 84 | 42      | 58      | 47      | 147 | 1,750    |
| 5º  | Claypole          | 56 | -       | 46      | 49      | 95  | 1,696    |
| 6º  | Victoriano Arenas | 84 | 49      | 58      | 31      | 138 | 1,643    |
| 7º  | Lugano            | 56 | 49      | -       | 37      | 86  | 1,536    |
| 8º  | Sportivo Barracas | 84 | 24      | 44      | 36      | 104 | 1,238    |
| 9º  | Central Ballester | 84 | 30      | 23      | 50      | 103 | 1,226    |
| 10º | Puerto Nuevo      | 84 | 48      | 18      | 35      | 101 | 1,202    |
| 11º | Centro Español    | 84 | 32      | 31      | 37      | 100 | 1,190    |
| 12º | Acassuso          | 84 | 31      | 23      | 43      | 97  | 1,155    |
| 13º | Yupanqui          | 84 | 44      | 23      | 19      | 86  | 1,024    |
| 14º | Muñiz             | 84 | 23      | 24      | 20      | 67  | 0,798    |
| 15º | Atlas             | 28 | -       | -       | 19      | 19  | 0,679    |

|  | Desafiliado por una temporada. |